# کوللا (داغستان)
کوللا (به لاتین: Kulla) یک منطقهٔ مسکونی در روسیه است که در داغستان واقع شده‌است.